# Ceratopogon mallochi
Ceratopogon mallochi är en tvåvingeart som först beskrevs av Cole 1921.  Ceratopogon mallochi ingår i släktet Ceratopogon och familjen svidknott.
Artens utbredningsområde är Oregon. Inga underarter finns listade i Catalogue of Life.